# Barão de Perném
Barão de Perném é um título nobiliárquico criado por D. Luís I de Portugal, por Decreto de 14 de Junho de 1878, em favor de Vassudeo Rogonata Porobo Sinai Samant.
Titulares
1. Vassudeo Rogonata Porobo Sinai Samant, 1.º Barão de Perném.